# 91 Batalion Inżynieryjny
91 Batalion Inżynieryjny (ang. 91st Engineer Battalion) – batalion inżynieryjny armii Stanów Zjednoczonych, aktualnie w składzie 1 Pancernej Brygadowej Grupy Bojowej 1 Dywizji Kawalerii.

## Historia
Początki 91 batalionu sięgają 1 października 1933, kiedy w regularnej armii utworzony został samodzielny 50 batalion inżynieryjny. 1 stycznia 1938 jednostka została przekształcona w 91 samodzielny batalion inżynieryjny. Wraz z rozwojem sił zbrojnych podczas II wojny światowej batalion został aktywowany w Camp Shelby w stanie Mississippi 10 lutego 1941 i przydzielony do 3 Armii.
10 lipca 1942 batalion został zreorganizowany, przeprojektowany i powiększony do postaci 91 pułku inżynieryjnego. 6 sierpnia 1942 przekształcony w 91 pułk inżynieryjny służby ogólnej.
20 stycznia 1946 na Filipinach batalion został dezaktywowany. Pododdziały HHC, 1 i 2 batalion oraz kompanie E i F zostały rozwiązane, a z pozostałości 28 listopada 1951 utworzono 91 Engineer Combat Battalion, który 14 stycznia 1952 został aktywowany w Fort Belvoir w Wirginii.
Następna reorganizacja, 20 maja 1952 powołała do życia 91 batalion inżynieryjny, dezaktywowany po 19 latach 20 maja 1971.
16 października 1992 batalion przydzielony został do 1 Dywizji Kawalerii i aktywowany w Fort Hood w Teksasie.
Batalion ponownie dezaktywowany 15 października 2005 i zwolniony z przydziału do 1 Dywizji Kawalerii.
16 października 2013 przydzielony został do 1 Pancernej Brygadowej Grupy Bojowej 1 Dywizji Kawalerii.

## Udział w kampaniach
- II wojna światowa
  - walki w Azji Południowo-Wschodniej
  - walki na Nowej Gwinei
- Wojna koreańska
- Wojna w Bośni i Hercegowinie
- Wojna z terroryzmem
  - II wojna w Zatoce Perskiej[1].

## Odznaczenia
- Presidential Unit Citation (Army) haftowana wstęga PAPUA
- Meritorious Unit Commendation (Army) haftowana wstęga ASIATIC-PACIFIC THEATER
- Meritorious Unit Commendation (Army) haftowana wstęga IRAQ 2004-2005[1].

## Struktura organizacyjna
Skład 2019
Kompanie: HHC, A, B, C, D